# Episodi di Detective Conan (quattordicesima stagione)
Questa è una lista degli episodi della quattordicesima stagione della serie anime Detective Conan.

## Lista episodi
| Nº Ja | Nº It | Titolo italiano Giapponese 「Kanji」 - Rōmaji - Traduzione letterale | In onda           | In onda           |
| Nº Ja | Nº It | Titolo italiano Giapponese 「Kanji」 - Rōmaji - Traduzione letterale | Giapponese        | Italiano          |
| 390   | 424   | Love story alla centrale di polizia - prima parte - 「本庁の刑事恋物語6（前編）」 - Honchō no keiji koi monogatari roku (zenpen) – "Storia d'amore alla centrale di polizia 6 (prima parte)" | 28 febbraio 2005  | 12 giugno 2009    |
| 390   | 424   | Yumi sente Megure che parla di un eventuale trasferimento di Takagi per tre anni in un'altra prefettura. Takagi ha effettivamente ricevuto una chiamata da Megure, ma non ne ha capito il contenuto e quindi, credendo alla versione dei colleghi, è disperato per il fatto di dovere lasciare Sato sola per così tanto tempo. Nel frattempo i Giovani Detective incontrano una persona sospetta. L'uomo che i ragazzi hanno visto è accusato di avere compiuto un delitto, ma ha un alibi: a quell'ora stava guardando la televisione in compagnia del suo coinquilino, Chiba. Sato, Takagi e Conan indagano. |                   |                   |
| 391   | 425   | Love story alla centrale di polizia - seconda parte - 「本庁の刑事恋物語6（後編）」 - Honchō no keiji koi monogatari roku (kōhen) – "Storia d'amore alla centrale di polizia 6 (seconda parte)" | 7 marzo 2005      | 15 giugno 2009    |
| 391   | 425   | Conan è convinto che il coinquilino di Chiba stia mentendo, ma non riesce a capire come abbia fatto a ingannare l'agente e a indurlo a testimoniare in suo favore. Conan aiuta la polizia a capire il trucco utilizzato dall'uomo. |                   |                   |
| 392   | 426   | Venti centimetri di troppo 「謎めく身長差20ｃｍ」 - Nazomeku shinchō sa sanjū senchimētoru – "La misteriosa differenza d'altezza di 20 centimetri" | 14 marzo 2005     | 17 giugno 2009    |
| 392   | 426   | Un uomo viene ucciso nel suo ufficio, ma l'altezza dell'unico sospettato differisce molto da quella stimata dalla scientifica. Il probabile assassino, secondo il rapporto della scientifica, dovrebbe essere alto 110 cm. Conan aiuta Takagi a risolvere il caso. I due scoprono che l'assassino ha fatto salire la vittima su una scala e, in questo modo, ha fatto credere che la statura dell'assassino fosse decisamente minore rispetto a quella della vittima. |                   |                   |
| 393   | 427   | Uno strano caso di rapimento 「誘拐・・・らしい事件」 - Yūkai... rashii jiken – "Rapimento... almeno così sembra" | 21 marzo 2005     | 19 giugno 2009    |
| 393   | 427   | Nella strada davanti all'ufficio di Kogoro avviene un incidente tra un'auto e una moto. Il conducente della moto muore. Kogoro scopre che la vittima era complice di alcuni rapitori e stava portando loro i soldi di un riscatto. La polizia cerca di capire chi può essere l'ostaggio e dove è tenuto prigioniero. L'uomo rapito è molto malato e rischia di morire. Conan scopre chi l'ha rapito e riesce a salvare l'uomo. |                   |                   |
| 394   | 428   | Il mistero delle lanterne di pietra - prima parte - 「奇抜な屋敷の大冒険（封印編）」 - Kibatsu na yashiki no daibōken (fūin hen) – "Grande avventura in un'eccentrica villa (parte della foca)" | 18 aprile 2005    | 22 giugno 2009    |
| 394   | 428   | Conan e Agasa scoprono l'indirizzo e-mail del cellulare del capo dell'organizzazione, che è #969#6261, capendo i tasti che se premuti formano la melodia di Nanatsu no ko, ma Ai li blocca dicendo che quel numero è simile al vaso di Pandora. I Detective Boys trovano nel bosco una lanterna di pietra con alcune incisioni che parlano di un grande gioiello. Sempre nel bosco i ragazzi rinvengono il cadavere di un uomo. |                   |                   |
| 395   | 429   | Il mistero delle lanterne di pietra - seconda parte - 「奇抜な屋敷の大冒険（絡繰編）」 - Kibatsu na yashiki no daibōken (karakuri hen) – "Grande avventura in un'eccentrica villa (parte del meccanismo)" | 25 aprile 2005    | 24 giugno 2009    |
| 395   | 429   | Conan, Ai e i Giovani Detective entrano nella casa dove dovrebbe esserci il tesoro e lì conoscono tre cacciatori di tesori. Conan sospetta che tra di loro ci sia l'assassino e molto probabilmente anche Kid. I ragazzi devono anche fare i conti con una casa piena di trabocchetti e trappole. |                   |                   |
| 396   | 430   | Il mistero delle lanterne di pietra - terza parte - 「奇抜な屋敷の大冒険（解決編）」 - Kibatsu na yashiki no daibōken (kaiketsu hen) – "Grande avventura in un'eccentrica villa (parte della soluzione)" | 2 maggio 2005     | 29 giugno 2009    |
| 396   | 430   | Conan trova una nuova pista che potrebbe condurre al tesoro e, per questo motivo, viene seguito con bramoso interesse anche dagli altri cacciatori di tesori. Dopo avere rinvenuto il tesoro Conan riesce a svelare l'identità dell'assassino. Inoltre viene svelato sotto quale travestimento si è nascosto Kid. |                   |                   |
| 397   | 431   | Delitto nella doccia 「辛く苦く甘い汁」 - Kiraku nigaku amai shiru – "Calda, amara, dolce zuppa" | 9 maggio 2005     | 1º luglio 2009    |
| 397   | 431   | Mentre tornano a casa, Conan e Kogoro si imbattono in un agente e una donna che discutono. L'agente afferma che la figlia della donna si è suicidata, mentre lei sostiene che sua figlia è stata uccisa. Kogoro si interessa al caso e analizza la situazione assieme alla polizia. La donna si ostina a incolpare dell'accaduto il superiore della vittima, nonostante egli abbia un alibi. Lei però ha falsificato le prove per fare in modo che la polizia accusi subito l'uomo. Una volta scoperto l'inganno, la signora diventa la principale indiziata. Conan però scopre il vero assassino che è proprio il primo indiziato e riesce a dimostrare come quest'ultimo si sia creato un alibi. |                   |                   |
| 398   | 432   | La strana famiglia - prima parte - 「奇妙な一家の依頼 （前編）」 - Kimyō na ikka no irai (zenpen) – "La richiesta di una strana famiglia (prima parte)" | 16 maggio 2005    | 3 luglio 2009     |
| 398   | 432   | Conan vorrebbe inviare al capo dell'Organizzazione un messaggio, ma decide di fermarsi perché è troppo pericoloso. Ran invia un messaggio a Shinichi, ma nota che è il telefonino di Conan a squillare. Ran sospetta nuovamente che Conan possa essere Shinichi. Nel frattempo Kogoro viene ingaggiato da una signora per ritrovare il suo cellulare. Durante le indagini Conan si accorge che Ran non lo perde d'occhio e teme che lei abbia qualche sospetto. La signora ritrova il suo cellulare e quindi Kogoro, Ran e Conan tornano a casa. Al loro rientro i tre vedono al telegiornale la notizia della morte della donna. |                   |                   |
| 399   | 433   | La strana famiglia - seconda parte - 「奇妙な一家の依頼 （後編）」 - Kimyō na ikka no irai (kōhen) – "La richiesta di una strana famiglia (seconda parte)" | 23 maggio 2005    | 6 luglio 2009     |
| 399   | 433   | Kogoro e Conan iniziano a indagare. Quando Conan capisce chi è l'assassino lascia alcuni indizi a Kogoro e alla polizia per aiutare loro a incastrarlo. L'acume dimostrato da Conan insospettisce ancora di più Ran che, una volta rientrata a casa, nota che Conan ha dimenticato il cellulare in macchina e lo prende. |                   |                   |
| 400   | 434   | I dubbi di Ran 「疑惑を持った蘭」 - Giwaku o motta Ran – "Ran sospettosa" | 30 maggio 2005    | 8 luglio 2009     |
| 400   | 434   | Ran cerca il codice segreto del cellulare di Conan per avere la conferma dei suoi sospetti. Una volta acceso il cellulare, Ran nota che i messaggi inviati a Shinichi non ci sono. Conan, grazie ad Agasa, è riuscito a ingannare Ran. |                   |                   |
| 401   | 435   | Furto in gioielleria - prima parte - 「宝石強盗現行犯 （前編）」 - Hōseki gōtō genkōhan (zenpen) – "L'assassinio del ladro di gioielli (prima parte)" | 6 giugno 2005     | 10 luglio 2009    |
| 401   | 435   | Conan restituisce il cellulare del dottor Agasa ad Ai dicendole di ringraziare il dottore per averlo aiutato a dissuadere Ran dal dubbio che Conan possa essere Shinichi, e Ai dice a Conan di fare attenzione a non fare capire a Ran la sua identità perché potrebbe rappresentare un pericolo per lei. I Giovani Detective, Conan e Ai vedono Takagi che entra in gioielleria e lo seguono. Poco dopo entra un uomo intenzionato a rapinare il negozio. Quando l'uomo scappa Takagi e i bambini lo inseguono fino a quando il rapinatore non si getta dal tetto di un edificio. Quando Takagi si affaccia dal parapetto nota il cadavere sul rimorchio di un camion. Conan è perplesso perché l'uomo era armato ed era inseguito da un agente disarmato e da alcuni bambini, quindi il suo salto nel vuoto risulta essere un gesto insensato.                                              |                   |                   |
| 402   | 436   | Furto in gioielleria - seconda parte - 「宝石強盗現行犯 （後編）」 - Hōseki gōtō genkōhan (kōhen) – "L'assassinio del ladro di gioielli (seconda parte)" | 13 giugno 2005    | 13 luglio 2009    |
| 402   | 436   | Conan sospetta che il cadavere sia stato posizionato sopra il camion in precedenza e che qualcuno abbia recitato la parte del rapinatore per confondere la polizia. Conan, grazie al suo intuito, riesce a capire come si sono svolti i fatti. |                   |                   |
| 403   | 437   | Il palazzo degli angeli - prima parte - 「不思議な天使の館 (前編)」 - Fushigi na tenshi no yakata (zenpen) – "La misteriosa residenza degli angeli (prima parte)" | 20 giugno 2005    | 14 settembre 2009 |
| 403   | 437   | La squadra dei Giovani Detective viene convocata da una bambina per risolvere un enigma inventato dal bisnonno di quest'ultima. La posta in palio è l'eredità dell'uomo. Il quesito viene sottoposto seguendo la linea ereditaria e i partecipanti hanno solamente un giorno per potere dare la soluzione. Sedici persone hanno già giocato e perso. Clock, segretario del defunto, ha comunicato la notizia alla bambina ed è stato proprio lui a suggerire di contattare i Giovani Detective. L'uomo accompagna i Giovani Detective e la ragazzina a visitare l'abitazione del bisnonno. |                   |                   |
| 404   | 438   | Il palazzo degli angeli - seconda parte - 「不思議な天使の館 (後編)」 - Fushigi na tenshi no yakata (kōhen) – "La misteriosa residenza degli angeli (seconda parte)" | 27 giugno 2005    | 16 settembre 2009 |
| 404   | 438   | I Giovani Detective cadono in una trappola all'interno del castello e si ritrovano in un labirinto. I ragazzi si dividono i compiti: Conan cercherà di risolvere l'enigma, mentre gli altri si dedicheranno alla ricerca dell'uscita. Una volta usciti dal labirinto i ragazzi trovano il tesoro. Inoltre Ai scopre la vera identità di Clock che, in realtà, è il padre della bambina. |                   |                   |
| 405   | 439   | L'uomo che chiamò l'ambulanza 「救急車を呼びに持った男」 - Kyūkyūsha o yobi ni itta otoko – "L'uomo che chiamò l'ambulanza" | 4 luglio 2005     | 18 settembre 2009 |
| 405   | 439   | Un attore trova una persona ferita e chiama i soccorsi. Dato che essi tardano ad arrivare l'uomo si allontana per raggiungere l'ospedale più vicino e segnalare la presenza del ferito. Quando torna sul luogo dell'incidente la polizia è sul posto e comunica all'attore che la persona a terra è morta. L'uomo, pur essendo innocente, non può provarlo e quindi diventa il primo sospettato. Conan riesce a dimostrare che l'assassino è un'altra persona. |                   |                   |
| 406   | 440   | L'illusionista - prima parte - 「コナン平次の推理マジック （仕掛編）」 - Konan Heiji no suiri majikku (shikake hen) – "La magia delle deduzioni di Conan e Heiji (parte del trucco)" | 11 luglio 2005    | 21 settembre 2009 |
| 406   | 440   | Ran, Kazuha, Conan e Heiji si recano allo spettacolo di un famoso illusionista. Una serie di eventi li porta a conoscere oltre all'illusionista anche altri due allievi del famoso mago Masakage. Il gruppo viene invitato nella residenza di Masakage, dove i tre si stavano recando a festeggiare. I maghi discutono su un ipotetico spettacolo a cui dovrebbero partecipare assieme e una di essi annuncia di volere provare proprio in quell'occasione il numero de "la strega al rogo". Poco dopo avviene un blackout e, appena torna la luce, viene ritrovata senza vita. |                   |                   |
| 407   | 441   | L'illusionista - seconda parte - 「コナン平次の推理マジック （館編）」 - Konan Heiji no suiri majikku (yakata hen) – "La magia delle deduzioni di Conan e Heiji (parte della villa)" | 18 luglio 2005    | 23 settembre 2009 |
| 407   | 441   | Tutti i sospettati hanno un alibi inattaccabile. Megure arriva sul luogo del delitto e, interrogando i presenti, scopre che un uomo era giunto in quella casa tre anni prima e aveva chiesto del mago. Megure sospetta che l'assassino sia proprio quell'uomo. Heiji e Conan visitano lo studio di Masakage e trovano uno strano pannello che viene utilizzato per le magie. Quando Ran fa notare che l'ombra del vaso era diversa prima e dopo il blackout. Conan intuisce che per l'omicidio può essere stato utilizzato un trucco da illusionista. |                   |                   |
| 408   | 442   | L'illusionista - terza parte - 「コナン平次の推理マジック (解決編)」 - Konan Heiji no suiri majikku (kaiketsu hen) – "La magia delle deduzioni di Conan e Heiji (parte della soluzione)" | 1º agosto 2005    | 25 settembre 2009 |
| 408   | 442   | Conan, grazie all'aiuto di Heiji, riesce a trovare il materiale che è stato utilizzato per realizzare l'illusione. Anche Ran e Kazuha erano state tratte in inganno proprio dall'illusionista in loro compagnia che aveva fatto credere loro che il cadavere fosse apparso dal nulla. |                   |                   |
| 409   | 443   | Rapita dalla scena - prima parte - 「同時進行舞台と誘拐 (前編)」 - Dōji shinkō butai to yūkai (zenpen) – "Rappresentazione in corso e rapimento (prima parte)" | 8 agosto 2005     | 28 settembre 2009 |
| 409   | 443   | Tamanosuke e la sua compagnia teatrale stanno allestendo uno spettacolo, ma il padre di Renge Kataoka, l'attrice protagonista, proibisce alla figlia di partecipare allo spettacolo. Tamanosuke è in difficoltà e chiede a Ran di sostituire Renge finché ella non sia riuscita a convincere suo padre a lasciarla recitare. Dopo alcuni giorni Renge non si è più fatta viva e Tamanosuke decide di andare a casa sua per convincerlo a farla recitare. Una volta arrivato scopre che Renge è stata rapita. |                   |                   |
| 410   | 444   | Rapita dalla scena - seconda parte - 「同時進行舞台と誘拐 (後編)」 - Dōji shinkō butai to yūkai (kōhen) – "Rappresentazione in corso e rapimento (seconda parte)" | 15 agosto 2005    | 30 settembre 2009 |
| 410   | 444   | Conan riesce a scoprire chi ha rapito Renge e la libera appena in tempo per permetterle di recitare il suo ruolo nello spettacolo. |                   |                   |
| 411   | 445   | Codice cifrato - prima parte - 「神社鳥居のビックリ暗号 (前編)」 - Jinja torii no bikkuri angō (zenpen) – "Inaspettato indovinello al tempio shintoista (prima parte)" | 22 agosto 2005    | 2 ottobre 2009    |
| 411   | 445   | Conan, Agasa e i Giovani Detective vanno a caccia di insetti. Agasa propone loro un indovinello e i ragazzi cercano di risolverlo per trovare il tesoro promesso dal dottore. Nel frattempo Ran telefona a Shinichi per chiedergli di cancellare dal cellulare una sua foto in costume da bagno, inviata da Sonoko. Dopo qualche ora Ran ritelefona dicendo che è avvenuto un omicidio e, subito dopo, un ladro ha rubato la borsa di Sonoko. La vittima ha lasciato un messaggio, apparentemente senza significato, che per coincidenza appare anche nella foto inviata al cellulare di Conan. In questo modo Conan può indagare sul caso anche a distanza e suggerisce alle ragazze una nuova interpretazione del messaggio. Poco dopo Conan ha un'intuizione e pensa di avere risolto anche l'enigma di Agasa.                                                                             |                   |                   |
| 412   | 446   | Codice cifrato - seconda parte - 「神社鳥居のビックリ暗号 (後編)」 - Jinja torii no bikkuri angō (kōhen) – "Inaspettato indovinello al tempio shintoista (seconda parte)" | 29 agosto 2005    | 5 ottobre 2009    |
| 412   | 446   | Conan risolve il codice di Agasa e questo gli fornisce lo spunto per capire l'ultimo messaggio lasciato dalla vittima dell'omicidio. |                   |                   |
| 413   | 447   | Lo sceneggiatore emergente 「完全半分犯罪の謎」 - Kanzen hanbun hanzai no nazo – "Il mistero del crimine completo per metà" | 5 settembre 2005  | 7 ottobre 2009    |
| 413   | 447   | Kogoro viene contattato dalla produttrice di una serie televisiva poliziesca. Lei vorrebbe la consulenza di Kogoro per migliorare le sceneggiature degli episodi. Uno degli sceneggiatori, il più giovane, porta i caffè agli altri, ma uno di essi muore avvelenato dopo avere bevuto. Kogoro viene contattato e, assieme a Conan, comincia a indagare. |                   |                   |
| 414   | 448   | La Squadra dei Giovani Detective in azione 「青い鳥を追う探偵団」 - Aoitori o ou Tanteidan – "L'inseguimento dell'uccello blu della Squadra dei Giovani Detective" | 12 settembre 2005 | 9 ottobre 2009    |
| 414   | 448   | Conan, Ai e i Giovani Detective si recano a casa di un'amica che vuole mostrare loro il suo pappagallino, ma, una volta arrivati a casa sua, i ragazzi scoprono che l'animale è stato sostituito e cominciano a indagare. |                   |                   |
| 415   | 449   | La sfortuna del 4 - prima parte - 「仏滅に出る悪霊 (事件編)」 - Butsumetsu ni deru akuryō (jiken hen) – "Lo spettro dei giorni sfortunati (parte del caso)" | 10 ottobre 2005   | 12 ottobre 2009   |
| 415   | 449   | Negli ultimi due anni in una villa sono avvenuti dei fenomeni paranormali. L'unica cosa che hanno in comune questi eventi è che sono capitati tutti il giorno quattro. Kogoro viene assoldato dal padrone della villa per indagare sull'origine di questi avvenimenti. La maggior parte degli abitanti della villa, inoltre, manifesta particolari fobie: la cuoca è acrofobica, la donna delle pulizie soffre di belonefobia, il maggiordomo è un perfezionista e l'assistente del proprietario un maniaco della pulizia. Kogoro sente un rumore e, uscendo sul balcone, si accorge che al piano superiore un uomo si è impiccato. Il piano è accessibile solamente dal proprietario della villa, che però ha un alibi per il momento del delitto. |                   |                   |
| 416   | 450   | La sfortuna del 4 - seconda parte - 「仏滅に出る悪霊 (疑惑編)」 - Butsumetsu ni deru akuryō (giwaku hen) – "Lo spettro dei giorni sfortunati (parte dei sospetti)" | 17 ottobre 2005   | 14 ottobre 2009   |
| 416   | 450   | Il proprietario della villa si rifugia nella sua stanza che è protetta da un complesso sistema di sicurezza, perché teme che la sfortuna del giorno quattro si abbatta su di lui. Mentre sua moglie lo prega dall'interfono di lasciarla entrare, l'uomo viene ucciso. Conan, calandosi dal terrazzo, riesce ad accedere alla stanza e a permettere agli altri di entrare. Questo delitto è ancora più inspiegabile del primo. |                   |                   |
| 417   | 451   | La sfortuna del 4 - terza parte - 「仏滅に出る悪霊 (解決編)」 - Butsumetsu ni deru akuryō (kaiketsu hen) – "Lo spettro dei giorni sfortunati (parte della soluzione)" | 24 ottobre 2005   | 16 ottobre 2009   |
| 417   | 451   | Conan scopre chi ha commesso i delitti e architetta una trappola per incastrare l'assassino. |                   |                   |
| 418   | 452   | La casa con mansarda 「米花町グルニエの家」 - Beika-chō gurenie no ie – "La mansarda di Beika" | 31 ottobre 2005   | 19 ottobre 2009   |
| 418   | 452   | I Giovani Detective notano nel loro quartiere una casetta che sta per essere venduta e convincono l'uomo che la sta vendendo a consentire loro di visitarla. Dopo qualche giorno i ragazzi tornano sul luogo e conoscono la coppia di anziani che ha acquistato l'abitazione. Conan nota qualcosa di sospetto nelle movenze dell'uomo anziano. |                   |                   |
| 419   | 453   | La spada nella sabbia - prima parte - 「八岐大蛇の剣（前編）」 - Yamata no orochi no tsurugi (zenpen) – "La spada del serpente a otto teste (prima parte)" | 7 novembre 2005   | 21 ottobre 2009   |
| 419   | 453   | Kogoro, Ran e Conan si recano a visitare un tempio. Qui incontrano una ragazza promessa sposa a un ricco industriale del luogo. Lei non ricambia i sentimenti di questa persona e Kogoro la convince a non accettare la proposta di matrimonio. Il giorno successivo l'industriale viene assassinato e la polizia, dato che all'uomo è stata sottratta una spada molto preziosa, pensa che il delitto sia la conseguenza di una rapina. Successivamente la spada viene ritrovata in spiaggia sotto la sabbia. Quindi la polizia è costretta a riconsiderare il movente del delitto. |                   |                   |
| 420   | 454   | La spada nella sabbia - seconda parte - 「八岐大蛇の剣（後編）」 - Yamata no orochi no tsurugi (kōhen) – "La spada del serpente ad otto teste (seconda parte)" | 14 novembre 2005  | 23 ottobre 2009   |
| 420   | 454   | La polizia interroga tutti i possibili sospettati. Il ragazzo afferma di essere stato in una stazione abbandonata all'ora del delitto, ma la ragazza che era stata proprio in quel luogo, teme che lui sia il vero colpevole e quindi mente a sua volta. Conan scopre che i due ragazzi si stanno proteggendo l'un l'altro e, una volta verificati i loro alibi, si dedica alla ricerca dell'assassino. |                   |                   |
| 421   | 455   | Incontro misterioso - prima parte - 「イチョウ色の初恋（前編）」 - Ichou iro no hatsukoi (zenpen) – "Ginkgo, il colore del primo amore (prima parte)" | 21 novembre 2005  | 26 ottobre 2009   |
| 421   | 455   | I Giovani Detective aiutano Agasa a cercare una lettera che è stata persa nella sua abitazione. Nello stesso luogo dove essa era caduta i ragazzi rinvengono anche una lettera scritta da una coetanea di Agasa quando entrambi frequentavano le elementari. Lei si era dovuta trasferire improvvisamente in un'altra città e, non avendo il coraggio per comunicargli la notizia a voce, gli aveva scritto un messaggio. Nella lettera promette che ogni dieci anni dalla data della sua partenza si ritroverà in un luogo che, però, è citato tramite un codice. Agasa ha sempre sbagliato luogo e non è mai riuscito a incontrarla. I Giovani Detective decidono di aiutarlo. |                   |                   |
| 422   | 456   | Incontro misterioso - seconda parte - 「イチョウ色の初恋（後編）」 - Ichou iro no hatsukoi (kōhen) – "Ginkgo, il colore del primo amore (seconda parte)" | 28 novembre 2005  | 28 ottobre 2009   |
| 422   | 456   | Conan riesce a capire il codice e a svelare quale è il luogo dove la donna attende Agasa. |                   |                   |
| 423   | 457   | I quattro bruchi 「探偵団と青虫4兄弟」 - Tanteidan to aomushi yon kyōdai – "La Squadra dei Giovani Detective ed i quattro bruchi fratelli" | 5 dicembre 2005   | 30 ottobre 2009   |
| 423   | 457   | Ayumi mostra ai giovani detective un albero di ulivo sul quale vive una famigliola di bruchi. Nella stessa zona è stato commesso un omicidio e un ragazzino, pur avendo visto il volto dell'assassino, non rilascia alcuna testimonianza alla polizia. Conan, parlando con il ragazzo, riesce a capire il motivo per cui non vuole parlare con le autorità. |                   |                   |
| 424   | 458   | Il clown 「ピエロからの写真メール」 - Piero kara no shashin mēru – "MMS da un clown" | 19 dicembre 2005  | 2 novembre 2009   |
| 424   | 458   | Conan e Kogoro incontrano due uomini e una donna in un negozio che noleggia costumi. Più tardi i due detective notano in strada una macchina della polizia e si accorgono che le persone incontrate precedentemente hanno rinvenuto il cadavere di una loro amica. I sospetti della polizia ricadono su un uomo che, però, sostiene di essere stato ingaggiato solo per rubare alcuni gioielli dalla casa della donna e si dichiara estraneo all'omicidio. Conan crede all'uomo e ricerca le prove che possano incastrare il vero assassino. |                   |                   |
| 425   | 459   | La mano oscura degli uomini in nero - prima parte - 「ブラックインパクト! 組織の手が届く瞬間」 - Burakku Inpakuto! Soshiki no te ga todoku shunkan – "Black Impact! L'istante a portata dell'organizzazione [Speciale di 2 ore e mezza]" | 9 gennaio 2006    | 4 novembre 2009   |
| 425   | 459   | Kogoro partecipa alla registrazione di un programma televisivo con Yoko. Questa gli presenta Rena Mizunashi, annunciatrice televisiva, e lo convince ad aiutarla a identificare chi suona al campanello di casa sua e poi scappa. Per controllare la situazione, Conan incolla una trasmittente accanto al campanello con una gomma da masticare. |                   |                   |
| 425   | 460   | La mano oscura degli uomini in nero - seconda parte - 「ブラックインパクト! 組織の手が届く瞬間」 - Burakku Inpakuto! Soshiki no te ga todoku shunkan – "Black Impact! L'istante a portata dell'organizzazione [Speciale di due ore e mezza]" | 9 gennaio 2006    | 6 novembre 2009   |
| 425   | 460   | Dopo avere risolto il caso Ran, Kogoro e Conan tornano a casa. Conan, però, si accorge che la gomma da masticare con la trasmittente si è incollata alle scarpe di Rena e, dalle sue parole, Conan riesce a scoprire che lei è, in realtà, Kir, un membro dell'Organizzazione nera. Rena, insieme a Chianti, Korn, Gin, Vodka e Vermouth sta pianificando l'omicidio di un candidato alle elezioni. |                   |                   |
| 425   | 461   | La mano oscura degli uomini in nero - terza parte - 「ブラックインパクト! 組織の手が届く瞬間」 - Burakku Inpakuto! Soshiki no te ga todoku shunkan – "Black Impact! L'istante a portata dell'organizzazione [Speciale di 2 ore e mezza]" | 9 gennaio 2006    | 9 novembre 2009   |
| 425   | 461   | Rena deve intervistare tre candidati alle elezioni e Conan sospetta che uno dei tre sia colui che l'organizzazione vuole eliminare. Conan, Ai e Agasa incontrano Jodie e collaborano con lei e con l'FBI per scoprire quale sia l'obiettivo e il luogo dove dovrà compiersi l'omicidio. |                   |                   |
| 425   | 462   | La mano oscura degli uomini in nero - quarta parte - 「ブラックインパクト! 組織の手が届く瞬間」 - Burakku Inpakuto! Soshiki no te ga todoku shunkan – "Black Impact! L'istante a portata dell'organizzazione [Speciale di due ore e mezza]" | 9 gennaio 2006    | 11 novembre 2009  |
| 425   | 462   | Conan ha un'idea per salvare l'uomo: chiede a Jodie di sparare agli irrigatori per simulare la pioggia e fare aprire l'ombrello a tutte le persone che lo stanno accerchiando. In questo modo Conan riesce a bloccare la visuale ai cecchini. Il piano quindi fallisce e gli uomini in nero progettano di compiere l'attentato su un ponte di Tokyo. Vermouth sarà l'esecutrice materiale dell'omicidio. |                   |                   |
| 425   | 463   | La mano oscura degli uomini in nero - quinta parte - 「ブラックインパクト! 組織の手が届く瞬間」 - Burakku Inpakuto! Soshiki no te ga todoku shunkan – "Black Impact! L'istante a portata dell'organizzazione [Speciale di due ore e mezza]" | 9 gennaio 2006    | 13 novembre 2009  |
| 425   | 463   | L'FBI mette in atto il suo piano. Le auto degli agenti accerchiano la moto di Rena, ma ella riesce a sfuggire. Sfortunatamente un bambino attraversa la strada in modo avventato e tutti i mezzi sono costretti a fare una brutta frenata. Rena cade dalla moto e si ferisce in modo grave, finendo in coma. Viene ricoverata in ospedale e viene tenuta sotto stretta sorveglianza. Gin si accorge che sulle scarpe di Rena è presente una trasmittente e pensa che sia stata posizionata da Kogoro, dato che la ragazza si era rivolta al detective nei giorni precedenti. Il piano dell'organizzazione viene ulteriormente modificato: la nuova vittima è Kogoro. L'organizzazione si troverà costretta a ritirarsi solo grazie all'intervento di Akai, la cui eccezionale mira gli permette di sparare a una distanza di più di settecento metri e riuscire a sfregiare lo zigomo di Gin. |                   |                   |
| 426   | 464   | La lettera dell'ammiratore segreto 「蘭へのラブレター」 - Ran e no love letter (rabu retā) – "Lettera d'amore per Ran" | 16 gennaio 2006   | 16 novembre 2009  |
| 426   | 464   | Ran trova nel suo armadietto una lettera d'amore firmata "S.H." ed è indecisa se andare all'appuntamento con questo misterioso ammiratore. Poco dopo, in compagnia di Sonoko e Conan, Ran incontra una donna che sospetta che in casa sua si sia introdotto qualcuno. I tre si offrono di aiutarla. Alla fine Ran si presenta all'appuntamento con il suo ammiratore segreto e scopre che il misterioso ammiratore è una ragazza. |                   |                   |